# Erik Skårman
Erik Skårman, född 25 november 1884 i Skara, död 27 mars 1949 i Stora Bjurum, Gudhems socken, Skaraborgs län, var en svensk målare, tecknare, grafiker, skulptör och teckningslärare.
Han var son till lantbrukaren Viktor Skårman och Hanna Breding och gift första gången 1911 med Augusta Fahlen och andra gången från 1939 med Signild Jönsson. Efter avslutade studier vid Skara läroverk 1902 studerade Skårman vid Tekniska aftonskolan i Stockholm och från 1905 vid Högre konstindustriella skolan där han avlade en teckningslärarexamen 1908. Under de följande åren bedrev han konststudier i Paris och Stockholm samt genomförde flera studieresor till bland annat Norge, Belgien, Tyskland och Österrike. Han anställdes som föreståndare för Kristianstads tekniska skola 1911 och var från 1919 även rektor vid Kristianstads lärlingsskola. Han blev teckningslärare vid Högre allmänna läroverket i Visby 1921 där han arbetade fram till sin död. Separat ställde han ut i bland annat Kristianstad och han medverkade i några av Skånes konstförenings salonger i Malmö och utställningen 4 gotlänningar som visades på Fahlcrantz konstsalong i Stockholm 1936 samt ett flertal samlingsutställningar i Visby. Hans konst består av porträtt, djurstudier och motiv från naturen.